# Tiling (Mondkrater)
Tiling ist ein Einschlagkrater auf der Mondrückseite.
Der Krater liegt im Süden der erdabgewandten Seite des Mondes, zirka 120 km nördlich von Fizeau. In westlicher Richtung trifft man auf Riedel, Karrer und Minkowski, in östlicher Richtung finden sich die großen Krater Mendel und Lippmann.
Der Kraterwall ist abgerundet, die Höhe im Vergleich zur Umgebung liegt bei etwa einem Kilometer. Das Kraterinnere ist vergleichsweise eben und strukturlos.
Tiling hat vier Nebenkrater:
| Buchstabe | Position            | Durchmesser | Link |
| --------- | ------------------- | ----------- | ---- |
| C         | 50,29° S, 129,78° W | 20 km       |      |
| D         | 51,94° S, 131,32° W | 34 km       |      |
| F         | 52,08° S, 129,22° W | 16 km       |      |
| G         | 52,85° S, 128,7° W  | 15 km       |      |

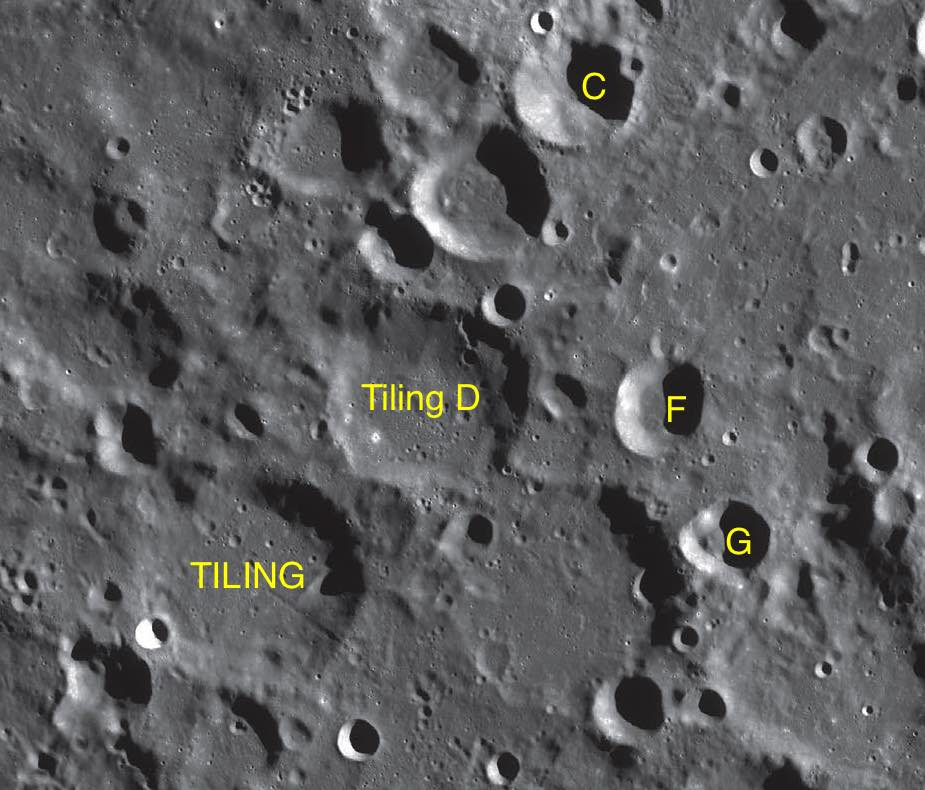
Tiling mit seinen Nebenkratern

Der Krater wurde 1970 von der IAU offiziell nach dem deutschen Raketenpionier Reinhold Tiling benannt.